# 奉天商务总会
奉天商务总会是清末民初时期在奉天市成立的一个重要商业组织，其旧址位于辽宁省沈阳市沈河区朝阳街192号，现已被沈阳市人民政府列为沈阳市文物保护单位进行保护。

## 历史沿革
1861年，牛庄开埠后，大量商贾云集奉天地区，促进了奉天地区经济的繁荣。随之而来的经济纠纷也日益增多。为有效调解商业争端，维护商业秩序，奉天城内的工商界人士于1862年共同协商，决定成立公议会——这是中国最早的商会组织之一。公议会最初的办公地点设在奉天城内钟楼东北方的长安寺。公议会设有定期制度，每日对银钱、典当、粮食等主要民生物资的价格进行统一议定，形成“公议定价”机制，旨在稳定市场秩序，调节物价波动。除定价职能外，公议会亦承担调解商业纠纷、维护行业利益等职责，成为当时沈阳商业社会的重要协调机构。1905年日俄战争结束后，奉天地方几经战争蹂躏，百废待举。因此，清政府将奉天作为推行新政的首发区，并委任赵尔巽出任盛京将军。赵尔巽到任后进行行政改革，重建奉天地方政治秩序，并奏请商部设立奉天商务总会。奉天商务总会成立后，银行业的资本家在许多商会中占居重要位置，控制了绝大部分领导权。奉天商务总会的前七任总协理当中，有４人来自银行业管理层。在此期间，奉天商务总会与大仓组合营马车铁路系统。1912年3月，奉天地区在奉天劝业道的指令下，各工业行业分别组织成立了奉天工务总会。这一举措标志着历史上工商组织首次分设，形成了工商两会并立的局面。1913年，奉天省长公署决定将钟楼南侧、原奉天府尹衙门旧址拨予奉天商务总会使用。奉天商务总会遂将原设于长安寺的办事机构迁至该址办公，奉天工务总会亦一并迁入。1915年12月，《民国商会法》颁布后，奉天省公署根据该法对本地商会体制进行调整，将奉天商务总会改称为奉天总商会，原总理一职更名为会长，协理则改为副会长”。改制后的总商会继续以“谋商工业之发展，并辅助地区政府推行商工业政策”为主要宗旨，并规定商会的会务为筹议商工业改良事项、团结商工资力以谋市场之巩固、奖诱对外贸易以期内国企业之发展、编撰商工杂志月刊以启迪商工业者。1916年，张作霖出任东三省巡阅使，实际掌握东北地区的军政大权。为巩固其统治基础并促进东北经济发展，张作霖对奉天总商会进行了多次人事调整。1917年，商会进行改选，由德盛合鞍韂铺经理杨玉泉出任会长，崔立瀛继续担任副会长。不久后，杨玉泉因涉及扰乱金融秩序，被张作霖罢免职务。1918年，商会再次改选，由原任商会坐办鲁宗煦接任会长。1923年，奉天工务总会与奉天总商会合并，成立奉天商工总会，鲁宗煦当选为首任会长，刘爱贤任副会长。1924年，奉天商工总会进行换届改选，由奉天储蓄会总理张惠霖出任会长，吴宝书、赵宝安担任副会长。奉天商工总会成立后，在重构奉天地区商业、公共事务以及发展实业方面发挥了重要作用。在维护商业秩序方面，直奉战争期间，奉票和银圆价格波动剧烈。奉天商工总会稳定金融市场，减少商户损失。在商业宣传方面，奉天商工总会亦创办《劝业报》、《商工日报》、《奉天省城总商会月刊》等报刊，对工商业阶层传播商业观念、普及商业知识。1928年12月东北易帜后，改奉天省为辽宁省，奉天商工总会改称辽宁商工总会。在此期间，辽宁商工总会组织并领导奉天工商业反对奉天省警察厅以增加警响为由增加警捐23倍。最终在张学良的指示下，取消了增捐决议，并改由商会征收，警察厅不得干涉。1932年满洲国成立后，改辽宁省为奉天省，辽宁商工总会亦改为奉天市商会。1938年4月，日本奉天商工会议所与奉天市商会合并改组称为奉天商工会，并由日本势力控制。1945年8月二战结束，日本宣布投降，沈阳工商界人士临时组成辽宁省商工总会。1948年11月2日，中国人民解放军进驻沈阳，辽宁省商工总会解体，在原址成立沈阳市工商业联合会。文化大革命期间，工商业活动停止，大楼也处于闲置状态。1977年12月重新恢复工商业活动后，大楼改为花都舞厅，期间原内部装饰全部拆改，只有建筑主体结构保持原样。1991年，沈阳市工商联合会对外称沈阳市总商会并延用至今。

## 建筑
奉天商务总会大楼旧址于1924年建成，此时距离商会正式成立的1906年已有近二十年。1929年四月，大楼得到扩建，两年竣工。此后，大楼一直被沈阳市商会组织作为办公用房使用。2008年10月27日，奉天商务总会旧址被列为第三批沈阳市文物保护单位。
目前，大楼地上三层，共占地面积1386平方米，建筑面积2533平方米。大楼建筑为一栋砖混结构、砖红色水泥抹面的四层建筑，坐东朝西。大楼首层为方窗，中层的二、三层窗户通过窗套连接，形成向上的竖向线条。顶层开设圆形拱窗，并以白色带条装饰，形成横向的视觉分割。